# Gunnasjön, Skåne
Gunnasjön är en sjö i Hässleholms kommun i norra Skåne och ingår i Helge ås huvudavrinningsområde.